# Roosevelt (New Jersey)
Roosevelt is een plaats (borough) in de Amerikaanse staat New Jersey, en valt bestuurlijk gezien onder Monmouth County.

## Demografie
Bij de volkstelling in 2000 werd het aantal inwoners vastgesteld op 933.
In 2006 is het aantal inwoners door het United States Census Bureau geschat op 913, een daling van 20 (-2,1%).

## Geografie
Volgens het United States Census Bureau beslaat de plaats een oppervlakte van
5,1 km², geheel bestaande uit land. Roosevelt ligt op ongeveer 57 m boven zeeniveau.

## Plaatsen in de nabije omgeving
De onderstaande figuur toont nabijgelegen plaatsen in een straal van 12 km rond Roosevelt.